# Temporada 2024 de TCR Spain
La Temporada 2024 del TCR Spain fue la cuarta temporada de este campeonato y la segunda bajo la organización de Rivazza Branding y V-Line. Para esta temporada se mantuvo un calendario corto de tan solo cuatro rondas, pero como novedad se introdujeron 2 rondas previas en febrero a modo de Winter Series. Este año se consagró el campeonato en cuanto al número de inscritos, optando al campeonato Ignacio Montenegro (que finalmente campeonó), Jenson Brickley, Erik Zabala y Eric Gené. En la TCR Cup, Ana Carrasco logró su primer logro en el automovilismo.

## Calendario

### Pretemporada
| Carrera | Circuito               | Fecha         | Ganador            | Resultados |
| ------- | ---------------------- | ------------- | ------------------ | ---------- |
| 1       | Circuito de Jerez      | 10 de febrero | Ignacio Montenegro | Resultados |
| 2       | Circuito de Jerez      | 11 de febrero | Ignacio Montenegro | Resultados |
| 3       | Circuito Ricardo Tormo | 17 de febrero | Eric Gené          | Resultados |
| 4       | Circuito Ricardo Tormo | 18 de febrero | Ignacio Montenegro | Resultados |

### Temporada
| Ronda | Ronda | Circuito                       | Fecha           | Acompaña a                     |
| ----- | ----- | ------------------------------ | --------------- | ------------------------------ |
| 1     | C1    | Circuito del Jarama            | 12 de mayo      | CER + Copa Saxo + Copa Kobe    |
| 1     | C2    | Circuito del Jarama            | 12 de mayo      | CER + Copa Saxo + Copa Kobe    |
| 2     | C1    | Autódromo do Estoril           | 21 de julio     | Caterham Motorsport Iberia     |
| 2     | C2    | Autódromo do Estoril           | 21 de julio     | Caterham Motorsport Iberia     |
| 3     | C1    | Circuito Ricardo Tormo         | 5 de octubre    | GT-CET + Copa Saxo + Copa Kobe |
| 3     | C2    | Circuito Ricardo Tormo         | 5 de octubre    | GT-CET + Copa Saxo + Copa Kobe |
| 4     | C1    | Circuito de Cataluña-Barcelona | 24 de noviembre | GT-CET                         |
| 4     | C2    | Circuito de Cataluña-Barcelona | 24 de noviembre | GT-CET                         |

## Escuderías y pilotos
| Escudería                               | Coche                  | N.º | Piloto               | Cl. | Rondas |
| --------------------------------------- | ---------------------- | --- | -------------------- | --- | ------ |
| ALM Motorsport                          | Honda Civic FL5 TCR    | 3   | Álvaro García        | J   | 1      |
| ALM Motorsport                          | Honda Civic FL5 TCR    | 6   | Ruben Volt           | J   | 4      |
| ALM Motorsport                          | Honda Civic FL5 TCR    | 23  | Ignacio Montenegro   | J   | Todas  |
| ALM Motorsport                          | Honda Civic FL5 TCR    | 64  | Levante Losonczy     |     | 2      |
| ALM Motorsport                          | Honda Civic FK-7 TCR   | 79  | Sven Karuse          |     | Todas  |
| TPR Motorsport                          | Honda Civic FL5 TCR    | 4   | Rene Povlsen         |     | 3-4    |
| TPR Motorsport                          | Honda Civic FL5 TCR    | 47  | Jonathan Engstrom    | J   | 3      |
| TPR Motorsport                          | Honda Civic FL5 TCR    | 777 | Mike Halder          |     | 4      |
| Aikoa Racing                            | Audi RS3 LMS           | 5   | Demir Eroge          |     | 2-4    |
| Aikoa Racing                            | Audi RS3 LMS           | 38  | Filippo Barberi      | J   | Todas  |
| Aikoa Racing                            | Audi RS3 LMS DSG       | 17  | Francesco Cardone    | C   | 2-4    |
| Aikoa Racing                            | Audi RS3 LMS DSG       | 27  | Andrea Palazzo       | C   | 4      |
| Aikoa Racing                            | Audi RS3 LMS DSG       | 51  | Michelle Pirro       | C   | 3      |
| Monlau Motul                            | CUPRA León VZ TCR      | 7   | Sandro Pelatti       |     | Todas  |
| Monlau Motul                            | CUPRA León VZ TCR      | 8   | Erik Zabala          | J   | Todas  |
| Monlau Motul                            | CUPRA León VZ TCR      | 19  | Eric Gené            | J   | Todas  |
| Monlau Motul                            | CUPRA León VZ TCR      | 63  | Miguel A. Romero     | J   | 3-4    |
| RC2 Racing Team Goat Racing             | Audi RS3 LMS           | 9   | Sergio Casalins      |     | 1      |
| RC2 Racing Team Goat Racing             | Audi RS3 LMS           | 11  | Quique Bordas        |     | 1      |
| RC2 Racing Team Goat Racing             | Audi RS3 LMS           | 12  | Rubén Fernández Gil  |     | 4      |
| RC2 Racing Team Goat Racing             | Audi RS3 LMS           | 92  | Megan Tomlinson      |     | 3      |
| RC2 Racing Team Goat Racing             | Audi RS3 LMS           | 95  | Marco Aguilera       | J   | Todas  |
| RC2 Racing Team Goat Racing             | Audi RS3 LMS           | 41  | Víctor Fernández Gil |     | 1-2    |
| RC2 Racing Team Goat Racing             | Honda Civic FL5 TCR    | 41  | Víctor Fernández Gil | 3-4 |        |
| RC2 Racing Team Goat Racing             | Honda Civic FL5 TCR    | 119 | Felipe Fernández Gil |     | 4      |
| Baporo Motorsport                       | Audi RS3 LMS           | 13  | Amàlia Vinyes        |     | 1      |
| Team VRT                                | Peugeot 308 Racing Cup | 14  | Sandra Gómez         | C   | Todas  |
| Team VRT                                | Peugeot 308 Racing Cup | 22  | Ana Carrasco         | C   | Todas  |
| RX Pro Racing                           | Peugeot 308 Racing Cup | 15  | Juan Carlos Estéban  | C   | 4      |
| RX Pro Racing                           | Peugeot 308 Racing Cup | 56  | Samuel Gómez         | C   | 2      |
| RX Pro Racing                           | Hyundai i30N TCR       | 77  | Busián Fontán        |     | Todas  |
| Team Clairet Sport                      | CUPRA León VZ TCR      | 20  | Teddy Clairet        |     | 4      |
| Team Clairet Sport                      | Audi RS3 LMS           | 28  | Sebastien Thome      |     | 4      |
| RG Motorsport Development Tomeno Racing | CUPRA TCR SEQ          | 24  | Miguel Villacieros   | C   | 1-2    |
| RG Motorsport Development Tomeno Racing | Audi RS3 LMS           | 63  | Miguel A. Romero     | J   | 1-2    |
| S.Pussier Compétition                   | CUPRA León VZ TCR      | 50  | Tommaso Mascitti     |     | 4      |
| Casal Competición Riga Competición      | CUPRA TCR DSG          | 55  | Luis Quintana        | C J | 3      |
| Casal Competición Riga Competición      | CUPRA TCR DSG          | 70  | Santiago Castilla    | C   | 1-2, 4 |
| JT59 Racing Team                        | Hyundai Elantra N TCR  | 59  | Daniel Teixeira      |     | 2      |
| PMA Motorsport                          | Audi RS3 LMS           | 97  | Nicolas Taylor       | J   | 3-4    |
| JBR                                     | CUPRA León VZ TCR      | 246 | Jenson Brickley      | J   | Todas  |

| Ícono | Clase                          |
| ----- | ------------------------------ |
| C     | Eligible para la Copa TCR      |
| J     | Eligible para el Trofeo Junior |

## Clasificaciones
Sistema de puntuación
| Pts      | 10  | 7  | 5  | 4  | 3  | 2  | 1  |    |    |    |     |     |     |     |     |     |
| Carreras | Pos | 1º | 2º | 3º | 4º | 5º | 6º | 7º | 8º | 9º | 10º | 11º | 12º | 13º | 14º | 15º |
| Carreras | Pts | 40 | 35 | 30 | 27 | 24 | 21 | 18 | 15 | 13 | 11  | 9   | 7   | 5   | 3   | 1   |

### Campeonato de Pilotos
| Pos | Piloto               | JAR | JAR | JAR | EST | EST | EST | CRT | CRT | CRT | CAT | CAT | CAT | Retención  | Pts |
| --- | -------------------- | --- | --- | --- | --- | --- | --- | --- | --- | --- | --- | --- | --- | ---------- | --- |
| 1   | Ignacio Montenegro   |     | 5   | 1   | T2  | 1   | 10  | T2  | 6   | 1   | T2  | 3   | 4   | (254 - 11) | 243 |
| 2   | Jenson Brickley      | T4  | 2   | 2   | T5  | 4   | 3   | T4  | 1   | 3   | T6  | 9   | 10  | (234 - 11) | 223 |
| 3   | Erik Zabala          | T5  | 3   | 3   | T7  | 3   | 2   | T5  | 2   | 12  | T7  | 22  | 3   |            | 205 |
| 4   | Eric Gené            | T3  | Ret | 7   | T1  | 2   | Ret | T1  | Ret | 2   |     | 5   | 6   |            | 158 |
| 5   | Miguel A. Romero     |     | 6   | 9   | T6  | Ret | 5   |     | 4   | 4   |     | 15  | 11  |            | 124 |
| 6   | Sandro Pelatti       |     | 9   | 12  |     | 7   | 7   | T7  | 3   | 6   |     | 14  | 13  | (116 - 3)  | 113 |
| 7   | Busián Fontán        |     | 7   | 11  |     | 6   | 6   |     | 10  | 7   |     | 10  | 17  |            | 109 |
| 8   | Mike Halder          |     |     |     |     |     |     |     |     |     | T1  | 1   | 1   |            | 90  |
| 9   | Filippo Barberi      |     | Ret | 16† |     | 5   | 1   |     | 5   | 15  |     | Ret | 15  |            | 90  |
| 10  | Quique Bordas        | T1  | 1   | 5   |     |     |     |     |     |     |     |     |     |            | 74  |
| 11  | Nicolas Taylor       |     |     |     |     |     |     | T3  | Ret | 5   | T4  | 8   | 7   |            | 66  |
| 12  | Sven Karuse          |     | 11  | 17† |     | 8   | 9   |     | 9   | 8   |     | 18  | 16  |            | 65  |
| 13  | Felipe Fernández Gil |     |     |     |     |     |     |     |     |     | T3  | 2   | 5   |            | 64  |
| 14  | Teddy Clairet        |     |     |     |     |     |     |     |     |     |     | 6   | 2   |            | 56  |
| 15  | Álvaro García        | T7  | 4   | 4   |     |     |     |     |     |     |     |     |     |            | 55  |
| 16  | Ruben Volt           |     |     |     |     |     |     |     |     |     | T5  | 4   | 8   |            | 45  |
| 17  | Víctor Fernández Gil |     | Ret | Ret |     | 10  | 8   |     | Ret | 16† |     | 11  | 14  |            | 38  |
| 18  | Marco Aguilera       | T6  | Ret | 6   | T3  | Ret | 11  |     | Ret | DNS |     | WD  | WD  |            | 37  |
| 19  | Ana Carrasco         |     | 12  | 14  |     | 12  | 14  |     | 14  | 11  |     | 19  | 23  |            | 32  |
| 20  | Rubén Fernández Gil  |     |     |     |     |     |     |     |     |     |     | 7   | 9   |            | 31  |
| 21  | Rene Povlsen         |     |     |     |     |     |     | T7  | 7   | Ret |     | 13  | 12  |            | 30  |
| 22  | Daniel Teixeira      |     |     |     |     | 15  | 4   |     |     |     |     |     |     |            | 28  |
| 23  | Amàlia Vinyes        |     | 8   | 10  |     |     |     |     |     |     |     |     |     |            | 26  |
| 24  | Sergio Casalins      | T2  | Ret | 8   |     |     |     |     |     |     |     |     |     |            | 22  |
| 25  | Demir Eroge          |     |     |     |     | WD  | WD  |     | 11  | 9   |     | 16  | 19  |            | 22  |
| 26  | Santiago Castilla    |     | 13  | 15  |     | 11  | 12  |     |     |     |     | 20  | 21  |            | 22  |
| 27  | Megan Tomlinson      |     |     |     |     |     |     |     | 12  | 10  |     |     |     |            | 18  |
| 28  | Jonathan Engström    |     |     |     |     |     |     | T6  | 8   | Ret |     |     |     |            | 17  |
| 29  | Levante Losonczy     |     |     |     | T4  | 9   | Ret |     |     |     |     |     |     |            | 17  |
| 30  | Sandra Gómez         |     | 10  | 13  |     | WD  | WD  |     | 17  | NC  |     | 24  | 25  |            | 16  |
| 31  | Samuel Gómez         |     |     |     |     | 13  | 13  |     |     |     |     |     |     |            | 10  |
| 32  | Francesco Cardone    |     |     |     |     | 14  | 15  |     | 15  | 13  |     | 25† | 18  |            | 10  |
| 33  | Sebastien Thome      |     |     |     |     |     |     |     |     |     |     | 12  | Ret |            | 7   |
| 34  | Luis Quintana        |     |     |     |     |     |     |     | 13  | 17† |     |     |     |            | 5   |
| 35  | Michelle Pirro       |     |     |     |     |     |     |     | 16  | 14  |     |     |     |            | 3   |
| 36  | Andrea Palazzo       |     |     |     |     |     |     |     |     |     |     | 17  | 22  |            | 0   |
| 37  | Tommaso Mascitti     |     |     |     |     |     |     |     |     |     |     | 23  | 20  |            | 0   |
| 38  | Juan Carlos Esteban  |     |     |     |     |     |     |     |     |     |     | 21  | 24  |            | 0   |
|     | Miguel Villacieros   |     | Ret | Ret |     | Ret | Ret |     |     |     |     |     |     |            |     |
| Pos | Piloto               | JAR | JAR | JAR | EST | EST | EST | CRT | CRT | CRT | CAT | CAT | CAT | Retención  | Pts |

| Color     | Resultado                                                               |
| --------- | ----------------------------------------------------------------------- |
| Oro       | Ganador                                                                 |
| Plata     | 2.ª plaza                                                               |
| Bronce    | 3.ª plaza                                                               |
| Verde     | Finalizó en los puntos                                                  |
| Azul      | Finalizó sin puntos                                                     |
| Azul      | NC - No clasificado                                                     |
| Violeta   | Ret - No terminó (Carrera)                                              |
| Rojo      | DNQ - No se clasificó                                                   |
| Negro     | DSQ - Descalificado                                                     |
| Blanco    | DNS - No empezó (carrera)                                               |
| Blanco    | WD - Retirado (fin de semana)                                           |
| Blanco    | C - Carrera cancelada                                                   |
| Sin color | DNP - Inscrito pero no participó                                        |
| Sin color | INJ - Lesionado                                                         |
| Sin color | EX - Excluido                                                           |
| Estado    | Resultado                                                               |
| Negrita   | Pole position                                                           |
| Cursiva   | Vuelta rápida                                                           |
| †         | Abandona, pero clasifica al completar el porcentaje requerido para ello |

### TCR Cup
| Pos | Piloto              | JAR | JAR | JAR | EST | EST | EST | CRT | CRT | CRT | CAT | CAT | CAT | Retención  | Pts |
| --- | ------------------- | --- | --- | --- | --- | --- | --- | --- | --- | --- | --- | --- | --- | ---------- | --- |
| 1   | Ana Carrasco        | T3  | 2   | 2   | T4  | 2   | 3   | T2  | 2   | 1   | T4  | 2   | 4   | (292 - 27) | 265 |
| 2   | Santiago Castilla   | T4  | 3   | 3   | T3  | 1   | 1   |     |     |     | T3  | 3   | 2   |            | 219 |
| 3   | Francesco Cardone   |     |     |     | T2  | 4   | 4   | T3  | 3   | 2   | T2  | 6†  | 1   |            | 199 |
| 4   | Sandra Gómez        | T2  | 1   | 1   |     | WD  | WD  | T5  | 5   | NC  | T6  | 5   | 6   |            | 161 |
| 5   | Andrea Palazzo      |     |     |     |     |     |     |     |     |     | T1  | 1   | 3   |            | 80  |
| 6   | Luis Quintana       |     |     |     |     |     |     | T1  | 1   | 4†  |     |     |     |            | 77  |
| 7   | Samuel Gómez        |     |     |     | T5  | 3   | 2   |     |     |     |     |     |     |            | 68  |
| 8   | Michele Pirro       |     |     |     |     |     |     | T4  | 4   | 3   |     |     |     |            | 61  |
| 9   | Juan Carlos Esteban |     |     |     |     |     |     |     |     |     | T5  | 4   | 5   |            | 54  |
| 10  | Miguel Villacieros  | T1  | Ret | Ret | T1  | Ret | Ret |     |     |     |     |     |     |            | 20  |

| Pos | Piloto             | Pts |
| --- | ------------------ | --- |
| 1   | Ignacio Montenegro | 272 |
| 2   | Jenson Brickley    | 244 |
| 3   | Erik Zabala        | 238 |
| 4   | Eric Gené          | 181 |
| 5   | Miguel A. Romero   | 169 |
| 6   | Filippo Barberi    | 141 |
| 7   | Nicolas Taylor     | 90  |
| 8   | Álvaro García      | 60  |
| 9   | Ruben Volt         | 59  |
| 10  | Marco Aguilera     | 55  |
| 11  | Luis Quintana      | 33  |
| 12  | Levante Losonczy   | 25  |
| 13  | Jonathan Engström  | 23  |

| Pos | Concursante                        | Pts |
| --- | ---------------------------------- | --- |
| 1   | Monlau Motorsport                  | 381 |
| 2   | ALM Motorsport                     | 364 |
| 3   | Jenson Brickley Racing             | 210 |
| 4   | AutoClub RC2 Vallés (RC2 Team)     | 193 |
| 5   | Aikoa Racing                       | 133 |
| 6   | F.A.A. (M.A. Romero + S. Casalins) | 133 |
| 7   | TPR Motorsport                     | 127 |
| 8   | RX Pro Racing                      | 123 |
| 9   | Team Clairet Sport                 | 65  |
| 10  | PMA Motorsport                     | 57  |
| 11  | Motor Club Sabadell (Team VRT)     | 57  |
| 12  | JT59 Racing Team                   | 32  |
| 13  | Eficar Team (Santi Castilla)       | 28  |
| 14  | Baporo Motorsport                  | 26  |
| 15  | GOAT Racing                        | 18  |
| 16  | Esc. Baix Empordà (Luis Quintana)  | 8   |